# منطاد سبر

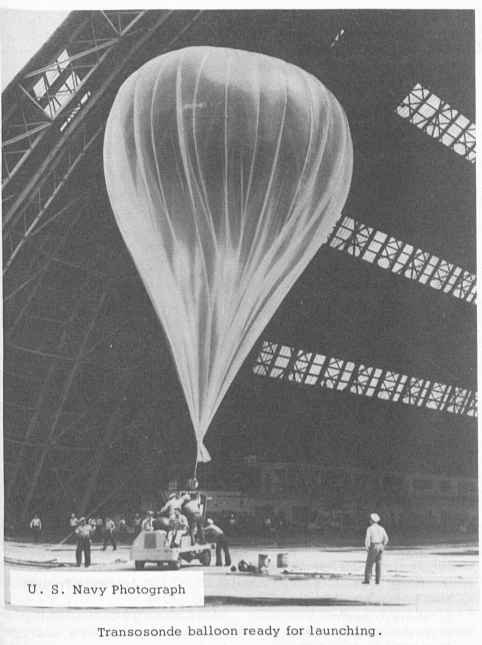
مُنْطاد سبر ثابت المستوى جاهز للإطلاق

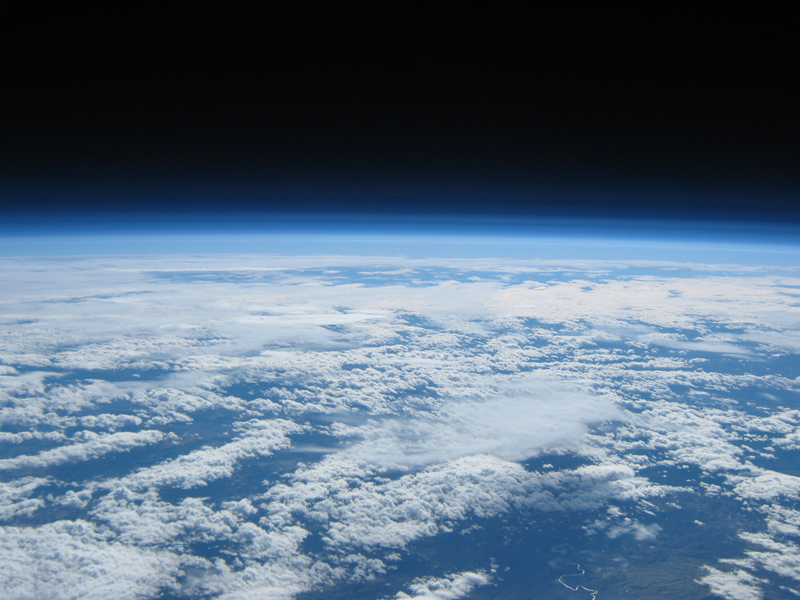
صورة اُلتقطت على ارتفاع 30 كم تقريبًا فوق ولاية أوريغن باستخدام منطاد سبر وزنه 1500 غرامًا

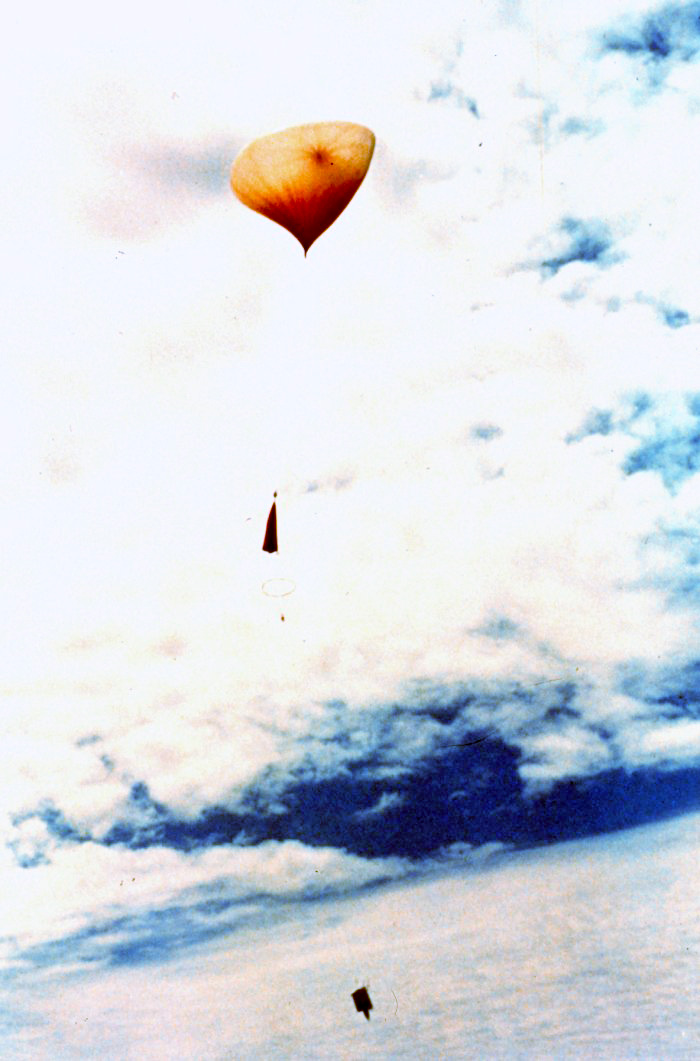
منطاد سبر الريح الراديوي (Rawinsonde) بعد الإطلاق مباشرة. لاحظ وجود مظلة هبوط في وسط الخيط وصندوق أدوات صغير في النهاية. بعد الإصدار فإنه يقيس العديد من المَعْلَمَات. وتشمل هذه درجة الحرارة والرطوبة النسبية والضغط وسرعة الرياح واتجاهها. تُنْقَل هذه المعلومات مرة أخرى إلى راصدي السطح.

مُنْطاد السبر أو مُنطاد الرصد الجوي هو مُنْطاد (على وجه التحديد نوع من مُنْطادات الارتفاع العالي) يحمل أدوات إلى طبقة الستراتوسفير لإرسال معلومات عن الضغط الجوي ودرجة الحرارة والرطوبة وسرعة الرياح عن طريق جهاز قياس صغير قابل للاستهلاك يسمى المسبار اللاسلكي. للحصول على بيانات الرياح، يمكن تتبعها بواسطة الرادار، أو تحديد الاتجاه الراديوي، أو أنظمة الملاحة (مثل نظام تحديد التموضع العالمي (GPS) القائم على الأقمار الصناعية). تُعرف المنطادات المخصصة للبقاء على ارتفاع ثابت لفترات طويلة من الزمن باسم "مُنْطاد السبر ثابت المستوى" (Transosondes). تُستخدم مُنْطادات الرصد الجوي التي لا تحمل حزمة أدوات لتحديد رياح المستوى الأعلى وارتفاع طبقات السحب. بالنسبة لمثل هذه المنطادات، تُستخدم المزواة أو جهاز المحطة المتكاملة لتتبع سمت المنطاد وارتفاعه، والتي تُحوَّل بعد ذلك إلى سرعة الرياح المقدرة واتجاهها و/أو ارتفاع السحاب، حسب الاقتضاء.
تُطلَق مُنْطادات السبر في جميع أنحاء العالم لأغراض الرصد المستخدمة لتشخيص الظروف الحالية وكذلك بواسطة المتنبئين البشريين والنماذج الحاسوبية للتنبؤ بالطقس. يوجد ما بين 900 و1300 موقع حول العالم يقومون بإطلاقات روتينية، مرتين أو أربع مرات يوميًا.